# Édgar Murillo
Édgar Fausto Guillermo Murillo González (San Antonio; 6 de septiembre de 1920-Heredia; 8 de agosto de 2005) fue un futbolista costarricense que jugaba como delantero.

## Clubes
| Club                  | País       | Año       |
| --------------------- | ---------- | --------- |
| Herediano             | Costa Rica | 1939-1947 |
| San Sebastián de León | México     | 1947-1950 |
| Tampico               | México     | 1950-1952 |
| Herediano             | Costa Rica | 1952-1955 |

## Palmarés

### Títulos nacionales
| Título            | Equipo    | País       | Año  |
| ----------------- | --------- | ---------- | ---- |
| Copa Gran Bretaña | Herediano | Costa Rica | 1945 |
| Copa Guatemala    | Herediano | Costa Rica | 1945 |
| Copa Gran Bretaña | Herediano | Costa Rica | 1947 |
| Primera División  | Herediano | Costa Rica | 1947 |
| Copa Costa Rica   | Herediano | Costa Rica | 1954 |

### Títulos internacionales
| Título                                  | Equipo     | Sede       | Año  |
| --------------------------------------- | ---------- | ---------- | ---- |
| Campeonato Centroamericano y del Caribe | Costa Rica | Costa Rica | 1946 |
| Campeonato Centroamericano y del Caribe | Costa Rica | Costa Rica | 1953 |

### Distinciones individuales
| Distinción                           | Año  |
| ------------------------------------ | ---- |
| Máximo goleador de la Copa Guatemala | 1945 |